# Mila Younes
Mila Younes (né en 1953 à Saint-Denis, France) est une écrivaine et artiste peintre canadienne.

## Biographie
Mila Younes est née en 1953 à Saint-Denis en France et a grandi à Paris au sein d’une famille d’immigrants algériens. En 1978, elle s'installe au Québec et vivra quelques années sur la Côte ouest canadienne où elle découvrira la culture autochtone. Elle vit maintenant à Ottawa.
Elle s'intéresse aux causes humanitaires, plus particulièrement celle des enfants, ce qui lui valut en 1998 un Méritas de l'UNICEF Montérégie. Elle travaille aussi à l'amélioration des conditions de vie des femmes. Depuis 2006, Mila Younes est consultante à la Coopérative Convergence à Ottawa où elle mène divers projets de recherche. À la suite notamment de la publication de deux études, l'une sur la violence contre les femmes, l'autre sur la pauvreté, elle est souvent invitée comme conférencière.
En 2003, elle publie aux éditions David son premier livre, un récit autobiographique intitulé Ma mère, ma fille, ma sœur traitant de la question des femmes musulmanes et berbères qui ont immigré en France. Ce livre lui vaut le Prix du livre d'Ottawa 2004, catégorie non-fiction. En 2008 paraît la suite, Nomade.
Par ailleurs, elle s’adonne à la peinture, ayant complété un diplôme en Beaux-arts au Emily Carr College of Art and Design à Vancouver en 1991. Sa source d’inspiration principale est l’art autochtone. Mila Younes compte huit expositions au Canada et deux de ses œuvres illustrent les couvertures de ses livres.

## Prix littéraires
- Prix du livre d'Ottawa 2004, catégorie non-fiction, pour Ma mère, ma fille, ma sœur.
- Finaliste Prix du livre d'Ottawa 2009 pour Nomade.